# Bombylius armeniacus
Bombylius armeniacus är en tvåvingeart som beskrevs av Paramonov 1925. Bombylius armeniacus ingår i släktet Bombylius och familjen svävflugor.
Artens utbredningsområde är Armenien. Inga underarter finns listade i Catalogue of Life.